# GPM6A
GPM6A‏ (Glycoprotein M6A) هوَ بروتين يُشَفر بواسطة جين GPM6A في الإنسان.